# Новус

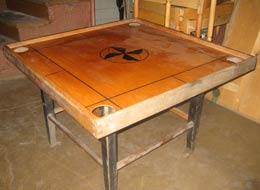
Стіл для новусу

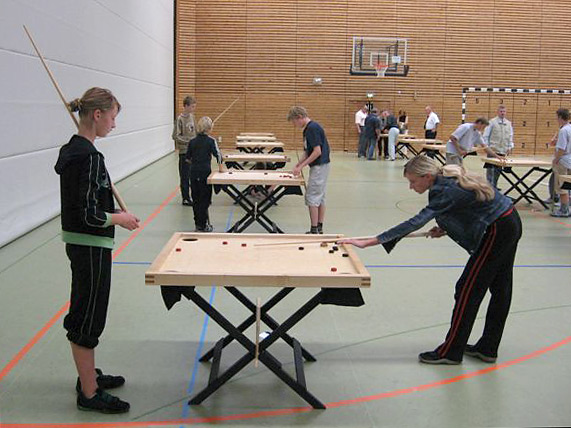
Гра в новус

Новус — латвійський національний вид спорту. Новус належить до групи києвих ігор. В Україні гра культивується з 2005 року.
Інші назви: слайп, шарабашка, балтійський більярд, капітанський більярд, корабельний більярд, пляжний більярд, латиський більярд, скандинавський більярд, дамський більярд.

## Історія гри
Відомо, що ця гра вперше з'явилася в 1925—1927 роках в Латвії та Естонії. Моряки, буваючи в англійських портах у невеликих кабачках, грали там у схожу гру. І тоді ж за ескізами, узятим з Англії, в Латвії був виготовлений перший стіл. Столи з'явилися в портах Вентспілса, Лієпаї, Риги і Таллінна, де і стала розвиватися гра новус, як називали її в Латвії, або короона, як називали її в Естонії.
Перші столи в Естонії були розміром 80х80 см, і в цю гру змагалися спортсмени товариства 'КАЛЕВ', але в результаті вдосконалення ігрової практики розміри столу були змінені, і в 1929 році була випущена перша промислова партія комплектів цієї гри в кількості 500 екземплярів розміром 100х100 см, що є сучасним стандартом для ігрового інвентарю. У перші роки становлення цього виду спорту єдині правила були відсутні. За одними правилами вигравав той, хто за обмежений час забивав більше пішаків в лузи, по іншим — хто забивав всі пішаки за меншу кількість ударів. Порівняти майстерність спортсменів було неможливо. Різні варіанти були об'єднані в єдині правила, які вперше з'явилися у Латвії в 1932 році. Видав їх П. Тютеніков. Тоді він писав, що ця гра в Латвії відома вже п'ять років. Назва має «новус» або «короона», що ще раз доводить симетричність появи і подальшого розвитку цієї гри в Латвії та Естонії.
Перші змагання професіоналів відбулися в Ризі в 1932 році. У 1940 році спортивні секції новуса і короони існували в більшості вищих навчальних закладів Таллінна і Риги, а також на багатьох великих промислових підприємствах.
Після німецько-радянської війни відроджувати новус стали ентузіасти з заводу VEF. Перша федерація новусу була утворена в Латвії в 1963 році. Тоді ж новус був включений до реєстру видів спорту СРСР як латвійський національний вид спорту. Були створені чоловічі й жіночі команди. Звання «майстер спорту» почали присуджувати з 1971 року. У 1980 році в секціях новусу по всій Латвії грало 55 тисяч осіб. В даний час проводяться районні, міські, республіканські та міжнародні змагання. Цікаво відзначити, що з 1993 року новус залишається у трійці найпопулярніших видів спорту Латвії.
Разом з вихідцями з Естонії та Латвії гра стала активно розвиватися в Америці, Канаді, Австралії, Англії, Грузії, Німеччини, Фінляндії, Швеції та Ізраїлі.
В 2008 році створена міжнародна федерація новусу FINSO. У неї на кінець 2012 року входило шість країн: Україна, Білорусь, Німеччина, Латвія, Росія, Естонія. Кандидат на вступ до FINSO — Велика Британія.
З 2008 року щорічно проходить Кубок Європи з новусу, що складається з 6-9 етапів, що проходять у всіх країнах — членах FINSO.

## Правила
Ігровий стіл у формі квадрата розділений на чотири ігрові зони, в яких розташовуються дерев'яні пішаки двох кольорів для кожного гравця. По кутах ігрового столу знаходяться чотири лузи. Завданням кожного гравця є з допомогою ігрового кия і битка «матки» загнати свої пішаки, які знаходяться на протилежному кінці столу, в будь-яку з чотирьох луз. Удари по пешкам здійснюються по черзі. Переможцем стає той, хто першим загнав в лузи всі свої пішаки.
Новус комбінує в собі такі навички гравця, які в інших видах спорту або іграх проявляються лише окремо. В новус можуть одночасно грати як два, так і чотири учасники.

## Характеристика столів
Для виготовлення столів використовується справжня деревина: стіл — це фанера товщиною не менше 9 мм для стандартних столів і не менше 15 мм для професійних; борт — це безсучкова береза, бук або інше дерево, яке має схожі властивості. Борти повинні бути з'єднані пазами і мати паз для полотна фанери. Саме пазові з'єднання і бічний паз для фанери дозволяє столу бути міцною конструкцією. Столи покриваються спеціальним лаком в декілька шарів — не менше трьох.